# Immo Stabreit
Immo Friedrich Helmut Stabreit (* 24. Januar 1933 in Rathenow an der Havel) ist ein ehemaliger deutscher Botschafter.

## Leben
Die Eltern von Immo Stabreit waren Johanna Maria Groeger und Kurt Stabreit. Von 1951 bis 1953 studierte er Geschichte, Französisch und Spanisch an der Princeton University, danach bis 1957 Rechtswissenschaft an der Freien Universität Berlin und von 1957 bis 1961 studierte er an der Ruprecht-Karls-Universität Heidelberg. 1959 war er Referendar in der Abteilung Wirtschaft der Europäischen Gemeinschaft für Kohle und Stahl in Luxemburg. 1962 heiratete Immo Stabreit Barbara Philippi. Sie haben eine Tochter und zwei Söhne. Stabreit war Volljurist, als er 1962 in den auswärtigen Dienst trat.
Von 1962 bis 1963 war er an der Botschaft in Moskau akkreditiert. 1964 wurde er an der Ruprecht-Karls-Universität Heidelberg mit Die Revision multilateraler völkerrechtlicher Verträge durch eine begrenzte Anzahl der Vertragsparteien zum Doktor der Rechtswissenschaften promoviert. Von 1964 bis 1966 wurde er als Legationsrat erster Klasse im Auswärtigen Amt in Bonn beschäftigt. Von 1966 bis 1973 war er Legationsrat erster Klasse im Referat Sowjetunion des Auswärtigen Amtes, in diesem Referat war er 1973 Vertreter des Leiters. Von 1974 bis 1975 war er am Generalkonsulat in Boston akkreditiert und Fellow am Center for International Affairs an der Harvard University. Von 1975 bis 1978 leitete er die Abteilung Consumer Producer Relations der Internationalen Energieagentur in Paris. Von 1979 bis 1982 leitete Stabreit als vortragender Legationsrat erster Klasse das Referat 200, Europäische Einigung und Europäische politische Zusammenarbeit (EPZ) im Auswärtigen Amt. Von 1983 bis 1987 wurde er im Bundeskanzleramt in Bonn beschäftigt.
In der Zeit zwischen dem Abzug von Carl Lahusen und der Akkreditierung von Stabreit bei der Regierung von Pieter Willem Botha in Pretoria war Botschaftsrat Fritz Ziefer (Amtsantritt in Pretoria im September 1984) Geschäftsträger. Ende 1987 erinnerte Fritz Ziefer vor der deutsch-südafrikanischen Handelskammer in Johannesburg die Unternehmer an ihre „Pflicht, die unhaltbaren wirtschaftlichen und politischen Realitäten in Südafrika zu ändern“. Als Botschafter distanzierte sich Stabreit von Ziefer und fand für das Apartheidregime diplomatische Sprachregelungen. Stabreit sekundierte Pieter Willem Botha, als Norbert Blüm nach dem inhaftierten Nelson Mandela fragte. In seiner Amtszeit als Botschafter in Washington ging das Berlin Document Center in das Eigentum von deutschen Bundesbehörden über, womit die unmittelbare Zugänglichkeit durch den Freedom of Information Act erlosch. Von 1998 bis 2002 war er geschäftsführender Leiter der Deutschen Gesellschaft für auswärtige Politik. Nachdem er 2002 in den Ruhestand versetzt worden war, war er Consultant.

## Schriften
- Die Revision multilateraler völkerrechtlicher Verträge durch eine begrenzte Anzahl der Vertragsparteien. 1964.
- Die EPZ als Faktor der internationalen Politik. Entstehung, Funktionsweise, Perspektive. In: P. Coulmas (Hrsg.): Elemente des Wandels in der westlichen Welt. 1979, S. 287–298.
- Die Ergebnisse der KIWZ im Energiebereich (Konferenz über internationale wirtschaftliche Zusammenarbeit, KIWZ)
- Yugoslav Breakup. Don’t Blame Germany. In: The Washington Post, 29. Juni 1993, S. A9.

## Weblink
- Eintrag in prabook.com